# .google
A .google a Google Domains saját legfelső szintű tartománykódja. 2014-ben hozták létre, kezeli az Alphabet Inc., a Google ernyővállalata.
A Google Domains, a Google domainregisztrációs szolgáltatása a domains.google címen található.